# كيو بيسك
كيو بيسك (بالإنجليزية: Qbasic) هي إحدى لغات البيسك والنسخة الحديثة منها هي فيجوال بيسك والأحدث هو فيجوال بيسك دوت نت. وهي لغة من لغات البرمجة التي كانت تستعمل على أنظمة الدوس، ويمكن العمل بها على بعض البرامج والرسوم وتحريك الموس وكل شيء مثل أي لغة، ولكنها عبارة عن أوامر وليست مرئية، فالمرئي يعني رؤية أيقونات وخلافه أما غير المرئي مثل الأوامر الموجودة في الفيجول بيسك.
ولغة الكيو بيسك كانت عبارةً عن عمل أوامر مجمعة مثل أن تعمل أمراً بعمل أوامر مجمعة، ثم بعد ذلك الأمر الأول تُغيِّر لون الشاشة، الأمر الثاني رسالة ترحيب والسؤال عن الاسم الأمر، الثالث عبارة عن رد رسالة الترحيب بالاسم الذي أدخلته. وهي لغة برمجة واسعة تستطيع عمل أشياء كثيرة منها:
- input box: وهو صندوق لوضع شيء معين.
- screen 0,0,0: وهو لون الشاشة والأصفار للثلاث ألوان.
- list: قائمة الأوامر المخزّنة التي تدخل أوامرك الجديدة عليها وهكذا.